# Bắc Lý (phường)
Bắc Lý là một phường cũ thuộc thành phố Đồng Hới, tỉnh Quảng Bình, Việt Nam.

## Địa lý
Phường Bắc Lý nằm ở phía bắc thành phố Đồng Hới, có vị trí địa lý như sau:
- Phía đông giáp phường Nam Lý và phường Đồng Phú
- Phía tây giáp xã Thuận Đức
- Phía nam giáp phường Nam Lý và phường Bắc Nghĩa
- Phía bắc giáp xã Lộc Ninh.

Phường Bắc Lý có diện tích 9,95 km², dân số năm 2019 là 22.091 người, mật độ dân số đạt 2.220 người/km².

## Lịch sử
Ngày 9 tháng 11 năm 1991, Ban Tổ chức Chính phủ ban hành Quyết định số 568/1991/QĐ-TCCP về việc thành lập phường Bắc Lý trên cơ sở một phần diện tích và dân số của xã Lý Ninh.
Ngày 16 tháng 6 năm 2025, Ủy ban Thường vụ Quốc hội ban hành Nghị quyết số 1680/NQ-UBTVQH15 về việc sắp xếp các đơn vị hành chính cấp xã của tỉnh Quảng Trị năm 2025. Theo đó, sắp xếp toàn bộ diện tích tự nhiên, quy mô dân số của phường Bắc Lý, xã Lộc Ninh, xã Quang Phú thành phường mới có tên gọi là phường Đồng Thuận.